# Контенда
Контенда (порт. Contenda) — муниципалитет в Бразилии, входит в штат Парана. Составная часть мезорегиона Агломерация Куритиба. Входит в экономико-статистический микрорегион Куритиба. Население составляет 14 719 человек на 2006 год. Занимает площадь 299,037 км². Плотность населения — 49,2 чел./км².
Праздник города — 14 ноября. 

## История
Город основан в 1951 году.

## Статистика
- Валовой внутренний продукт на 2003 год составляет 97 872 317,00 реалов (данные: Бразильский институт географии и статистики).
- Валовой внутренний продукт на душу населения на 2003 год составляет 6970,47 реалов (данные: Бразильский институт географии и статистики).
- Индекс развития человеческого потенциала на 2000 год составляет 0,761 (данные: Программа развития ООН).

## География
Климат местности: субтропический.